# Jules Borgnet
Charles Adolphe Jules Borgnet (16 novembre 1817 à Namur - 22 octobre 1872 à Namur) est un archiviste et un historien belge.

## Biographie
Jules Borgnet fréquente l’Athénée de Namur, puis l’Université de Liège où il étudie le droit. 
En 1843, il épouse Henriette Poswick (1817-1866), la belle-fille du poète et magistrat Weustenraad qui mourra du choléra dans la maison du couple, à Jambes, le 25 juin 1849.
Passionné d’histoire à l'égal d'Adolphe Borgnet, son frère aîné, Jules obtient de pouvoir classer d’anciennes et précieuses archives conservées dans les greniers du Palais de justice de sa ville natale.
En 1845, il figure au nombre des membres-fondateurs de la Société archéologique de Namur dont il devient le secrétaire pour ainsi dire perpétuel.
Trois ans plus tard, lors de la création du dépôt des archives de l’État à Namur, il abandonne son emploi à l’administration provinciale pour prendre la direction du nouveau service.
En 1851, il accepte en outre d’assumer le cours d’histoire et de géographie à l’Athénée local. 
Comme historien, il multiplie les contributions savantes relatives à l’histoire de la ville et de la province de Namur (voir ci-dessous).
Depuis 1878, une des rues de Namur porte le nom de Jules Borgnet.

## Principales publications
- 1847 : Histoire du comté de Namur, à Bruxelles, chez Alexandre Jamar (Bibliothèque nationale).
- 1850 : Compagnies militaires de la ville de Namur, à Bruxelles, M. Hayez / Académie royale de Belgique (Mémoires couronnés et mémoires des savants étrangers, 24).
- 1856 : Anciennes fêtes namuroises, à Bruxelles, à Bruxelles, M. Hayez / Académie royale de Belgique (Idem, 27).
- 1851-1859 : Promenades dans Namur, à Namur, chez Adolphe Wesmael-Legros.
- 1862 : Cartulaire de la commune de Bouvignes, en 2 volumes, à Namur, chez Adolphe Wesmael-Legros (Documents inédits relatifs à l’histoire de la province de Namur publiés par ordre du Conseil provincial).
- 1867 : Cartulaire de la commune de Fosses, à Namur, chez Adolphe Wesmael fils (Idem).
- 1869 : Cartulaire de la commune de Ciney, à Namur, chez Adolphe Wesmael-Charlier (Idem).
- 1876: Cartulaire de la commune de Namur, 1er volume, à Namur, chez Adolphe Wesmael-Charlier (Ibidem).